# Сезар (кинопремия, 1978)
3-я церемония вручения наград премии «Сезар» (также известной как Ночь Сезара (фр. Nuit des César)) за заслуги в области французского кинематографа за 1977 год состоялась 4 февраля 1978 года в концертном зале «Плейель» (Париж, Франция). Президентом церемонии выступила актриса Жанна Моро.
Притча «Провидение», режиссёра Алена Рене собрала семь наград из восьми номинаций, включая главные призы за лучший фильм и лучшую режиссёрскую работу. Жан Рошфор был удостоен награды за главную мужскую роль в приключенческой драме «Краб-барабанщик», став таким образом дважды лауреатом премии, первую награду он получил за мужскую роль второго плана двумя годами ранее.

## Список лауреатов и номинантов
Количество наград/номинаций:
- 7/8: «Провидение»
- 3/6: «Краб-барабанщик»
- 0/6: «Скажите ей, что я её люблю»
- 1/3: «Вся жизнь впереди» / «Угроза»
- 0/3: «Кружевница» / «Мы все отправимся в рай» / «Мужчина, который любил женщин» / «Следователь Файяр по прозвищу Шериф»
- 0/2: «Этот смутный объект желания» / «Смерть негодяя» / «Репетиция»
- 1/1: «Le Maréchal Ferrant» / «500 грамм телячьей печени» / «Rêve» / «Необычный день»

### Основные категории
• Победители выделены отдельным цветом. 
| Категории                                                                              | Лауреаты и номинанты                                                                          | Лауреаты и номинанты                                                              |                                   |
| -------------------------------------------------------------------------------------- | --------------------------------------------------------------------------------------------- | --------------------------------------------------------------------------------- | --------------------------------- |
| Лучший фильм                                                                           | • Провидение / Providence (режиссёр: Ален Рене)                                               | • Провидение / Providence (режиссёр: Ален Рене)                                   |                                   |
| Лучший фильм                                                                           | • Краб-барабанщик / Le Crabe-tambour (режиссёр: Пьер Шёндёрффер)                              |                                                                                   |                                   |
| Лучший фильм                                                                           | • Кружевница / La Dentellière (режиссёр: Клод Горетта)                                        |                                                                                   |                                   |
| Лучший фильм                                                                           | • Мы все отправимся в рай / Nous irons tous au paradis (режиссёр: Ив Робер)                   |                                                                                   |                                   |
| Лучший режиссёр                                                                        |                                                                                               | • Ален Рене за фильм «Провидение»                                                 | • Ален Рене за фильм «Провидение» |
| Лучший режиссёр                                                                        | • Луис Бунюэль — «Этот смутный объект желания»                                                |                                                                                   |                                   |
| Лучший режиссёр                                                                        | • Пьер Шёндёрффер — «Краб-барабанщик»                                                         |                                                                                   |                                   |
| Лучший режиссёр                                                                        | • Клод Миллер — «Скажите ей, что я её люблю»                                                  |                                                                                   |                                   |
| Лучший актёр                                                                           |                                                                                               | • Жан Рошфор — «Краб-барабанщик» (за роль капитана)                               |                                   |
| Лучший актёр                                                                           | • Ален Делон — «Смерть негодяя» (за роль Ксавье «Ксава» Марешаля)                             |                                                                                   |                                   |
| Лучший актёр                                                                           | • Шарль Деннер — «Мужчина, который любил женщин» (за роль Бертрана Морана)                    |                                                                                   |                                   |
| Лучший актёр                                                                           | • Жерар Депардьё — «Скажите ей, что я её люблю» (за роль Давида Мартино)                      |                                                                                   |                                   |
| Лучший актёр                                                                           | • Патрик Девер — «Следователь Файяр по прозвищу Шериф» (за роль следователя Жана-Мари Файяра) |                                                                                   |                                   |
| Лучшая актриса                                                                         |                                                                                               | • Симона Синьоре — «Вся жизнь впереди» (за роль мадам Розы)                       |                                   |
| Лучшая актриса                                                                         | • Брижит Фоссе — «Дети из шкафа» (фр.) (за роль Жюльетт)                                      |                                                                                   |                                   |
| Лучшая актриса                                                                         | • Изабель Юппер — «Кружевница» (за роль Беатрис (Помм))                                       |                                                                                   |                                   |
| Лучшая актриса                                                                         | • Миу-Миу — «Скажите ей, что я её люблю» (за роль Жюльетт)                                    |                                                                                   |                                   |
| Лучшая актриса                                                                         | • Дельфин Сейриг — «Репетиция» (фр.) (за роль Жюли)                                           |                                                                                   |                                   |
| Лучший актёр второго плана                                                             |                                                                                               | • Жак Дюфило — «Краб-барабанщик» (за роль старшего механика)                      |                                   |
| Лучший актёр второго плана                                                             | • Мишель Омон — «Избалованные дети» (фр.) (за роль Пьера)                                     |                                                                                   |                                   |
| Лучший актёр второго плана                                                             | • Жан-Франсуа Бальмер (фр.) — «Угроза» (фр.) (за роль Вальдека)                               |                                                                                   |                                   |
| Лучший актёр второго плана                                                             | • Жан Буиз — «Следователь Файяр по прозвищу Шериф» (за роль генерального прокурора Арно)      |                                                                                   |                                   |
| Лучший актёр второго плана                                                             | • Филипп Леотар — «Следователь Файяр по прозвищу Шериф» (за роль инспектора Марека)           |                                                                                   |                                   |
| Лучшая актриса второго плана                                                           |                                                                                               | • Мари Дюбуа — «Угроза» (за роль Доминик Моло)                                    |                                   |
| Лучшая актриса второго плана                                                           | • Нелли Боржо (фр.) — «Мужчина, который любил женщин» (за роль Дельфин Грезель)               |                                                                                   |                                   |
| Лучшая актриса второго плана                                                           | • Женевьев Фонтанель (фр.) — «Мужчина, который любил женщин» (за роль Элен)                   |                                                                                   |                                   |
| Лучшая актриса второго плана                                                           | • Флоранс Джорджетти (фр.) — «Кружевница» (за роль Марилен)                                   |                                                                                   |                                   |
| Лучшая актриса второго плана                                                           | • Валери Мересс — «Репетиция» (за роль Эстер)                                                 |                                                                                   |                                   |
| Лучший сценарий, диалоги и адаптация (фр. Meilleur Scénario, Dialogues ou Adaptation)  | • Дэвид Мерсер (англ.) — «Провидение»                                                         | • Дэвид Мерсер (англ.) — «Провидение»                                             |                                   |
| Лучший сценарий, диалоги и адаптация (фр. Meilleur Scénario, Dialogues ou Adaptation)  | • Луис Бунюэль, Жан-Клод Каррьер — «Этот смутный объект желания»                              |                                                                                   |                                   |
| Лучший сценарий, диалоги и адаптация (фр. Meilleur Scénario, Dialogues ou Adaptation)  | • Мишель Одиар — «Смерть негодяя»                                                             |                                                                                   |                                   |
| Лучший сценарий, диалоги и адаптация (фр. Meilleur Scénario, Dialogues ou Adaptation)  | • Жан-Лу Дабади (фр.), Ив Робер — «Мы все отправимся в рай»                                   |                                                                                   |                                   |
| Лучшая музыка к фильму                                                                 | • Миклош Рожа — «Провидение»                                                                  | • Миклош Рожа — «Провидение»                                                      |                                   |
| Лучшая музыка к фильму                                                                 | • Владими́р Косма́ — «Чудовище»                                                                 |                                                                                   |                                   |
| Лучшая музыка к фильму                                                                 | • Франсис Ле — «Билитис»                                                                      |                                                                                   |                                   |
| Лучшая музыка к фильму                                                                 | • Филипп Сард — «Краб-барабанщик»                                                             |                                                                                   |                                   |
| Лучший монтаж                                                                          | • Альбер Юргенсон (фр.) — «Провидение»                                                        | • Альбер Юргенсон (фр.) — «Провидение»                                            |                                   |
| Лучший монтаж                                                                          | • Крис Маркер — «Цвет воздуха — красный» (фр.)                                                |                                                                                   |                                   |
| Лучший монтаж                                                                          | • Анри Ланоэ (фр.) — «Угроза»                                                                 |                                                                                   |                                   |
| Лучший монтаж                                                                          | • Франсуаза Бонно (фр.) — «Простое прошедшее время» (фр.)                                     |                                                                                   |                                   |
| Лучшая работа оператора                                                                | • Рауль Кутар — «Краб-барабанщик»                                                             | • Рауль Кутар — «Краб-барабанщик»                                                 |                                   |
| Лучшая работа оператора                                                                | • Пьер Ломм — «Скажите ей, что я её люблю»                                                    |                                                                                   |                                   |
| Лучшая работа оператора                                                                | • Андреас Виндинг (фр.) — «Обвинитель» (фр.)                                                  |                                                                                   |                                   |
| Лучшая работа оператора                                                                | • Рикардо Аронович — «Провидение»                                                             |                                                                                   |                                   |
| Лучшие декорации (фр. Meilleurs décors)                                                | • Жак Сольнье (фр.) — «Провидение»                                                            | • Жак Сольнье (фр.) — «Провидение»                                                |                                   |
| Лучшие декорации (фр. Meilleurs décors)                                                | • Хилтон МакКоннико (англ.) — «Скажите ей, что я её люблю»                                    |                                                                                   |                                   |
| Лучшие декорации (фр. Meilleurs décors)                                                | • Жан-Пьер Кою-Свелко (фр.) — «Мы все отправимся в рай»                                       |                                                                                   |                                   |
| Лучшие декорации (фр. Meilleurs décors)                                                | • Бернар Эвейн (фр.) — «Вся жизнь впереди»                                                    |                                                                                   |                                   |
| Лучший звук                                                                            | • Рене Маньоль, Жак Момон (фр.) — «Провидение»                                                | • Рене Маньоль, Жак Момон (фр.) — «Провидение»                                    |                                   |
| Лучший звук                                                                            | • Бернар Обуи (фр.) — «Мятная содовая» (фр.)                                                  |                                                                                   |                                   |
| Лучший звук                                                                            | • Поль Лайне — «Скажите ей, что я её люблю»                                                   |                                                                                   |                                   |
| Лучший звук                                                                            | • Франсуа Бель (фр.), Пьер Лей — «La griffe et la dent» (док.)                                |                                                                                   |                                   |
| Лучший звук                                                                            | • Жан-Пьер Ру (фр.) — «Вся жизнь впереди»                                                     |                                                                                   |                                   |
| Лучший короткометражный документальный фильм (фр. Meilleur Court-métrage documentaire) | • Le Maréchal Ferrant (режиссёр: Жорж Рукье)                                                  | • Le Maréchal Ferrant (режиссёр: Жорж Рукье)                                      |                                   |
| Лучший короткометражный документальный фильм (фр. Meilleur Court-métrage documentaire) | • Ben Chavis (режиссёр: Жан-Даниэль Симон)                                                    |                                                                                   |                                   |
| Лучший короткометражный документальный фильм (фр. Meilleur Court-métrage documentaire) | • La loterie de la vie (режиссёр: Ги Жиль)                                                    |                                                                                   |                                   |
| Лучший короткометражный документальный фильм (фр. Meilleur Court-métrage documentaire) | • Naissance (режиссёр: Фридерик Ле Бойер)                                                     |                                                                                   |                                   |
| Лучший короткометражный документальный фильм (фр. Meilleur Court-métrage documentaire) | • Samarang (режиссёр: Рафи Тумайан)                                                           |                                                                                   |                                   |
| Лучший короткометражный игровой фильм (фр. Meilleur court métrage de fiction)          | • 500 грамм телячьей печени / 500 grammes de foie de veau (режиссёр: Анри Глезер)             | • 500 грамм телячьей печени / 500 grammes de foie de veau (режиссёр: Анри Глезер) |                                   |
| Лучший короткометражный игровой фильм (фр. Meilleur court métrage de fiction)          | • Белые глаза / Le blanc des yeux (режиссёр: Анри Коломбье)                                   |                                                                                   |                                   |
| Лучший короткометражный игровой фильм (фр. Meilleur court métrage de fiction)          | • Je veux mourir dans la patrie de Jean-Paul Sartre (режиссёр: Моско Буко)                    |                                                                                   |                                   |
| Лучший короткометражный игровой фильм (фр. Meilleur court métrage de fiction)          | • Sauf dimanches et fêtes (режиссёр: Франсуа Оде)                                             |                                                                                   |                                   |
| Лучший короткометражный игровой фильм (фр. Meilleur court métrage de fiction)          | • Temps souterrain (режиссёр: Давид Андрас)                                                   |                                                                                   |                                   |
| Лучший короткометражный анимационный фильм (фр. Meilleur Court-métrage d'animation)    | • Rêve (режиссёр: Петер Фолдс)                                                                | • Rêve (режиссёр: Петер Фолдс)                                                    |                                   |
| Лучший короткометражный анимационный фильм (фр. Meilleur Court-métrage d'animation)    | • Fracture (режиссёры: Гаэтан Бриззи, Поль Бриззи)                                            |                                                                                   |                                   |
| Лучший короткометражный анимационный фильм (фр. Meilleur Court-métrage d'animation)    | • Kubrick à brac (режиссёр: Доминик Роше)                                                     |                                                                                   |                                   |
| Лучший короткометражный анимационный фильм (фр. Meilleur Court-métrage d'animation)    | • Mordillissimo (режиссёр: Роже Баурин)                                                       |                                                                                   |                                   |
| Лучший короткометражный анимационный фильм (фр. Meilleur Court-métrage d'animation)    | • La nichée (режиссёр: Жерар Коллин)                                                          |                                                                                   |                                   |
| Лучший иностранный фильм (фр. Meilleur film étranger)                                  | • Необычный день / Una giornata particolare (Италия, режиссёр: Этторе Скола)                  | • Необычный день / Una giornata particolare (Италия, режиссёр: Этторе Скола)      |                                   |
| Лучший иностранный фильм (фр. Meilleur film étranger)                                  | • Американский друг / Der amerikanische Freund (ФРГ, Франция, режиссёр: Вим Вендерс)          |                                                                                   |                                   |
| Лучший иностранный фильм (фр. Meilleur film étranger)                                  | • Энни Холл / Annie Hall (США, режиссёр: Вуди Аллен)                                          |                                                                                   |                                   |
| Лучший иностранный фильм (фр. Meilleur film étranger)                                  | • Хлеб и шоколад / Pane e cioccolata (Италия, режиссёр: Франко Брузати)                       |                                                                                   |                                   |

### Специальная награда
| Награда          | Лауреаты                   |
| ---------------- | -------------------------- |
| Почётный «Сезар» | • Робер Дорфманн (фр.)     |
| Почётный «Сезар» | • Рене Госинни (посмертно) |